# 马永生
马永生（1961年9月9日—），男，内蒙古土默特左旗人，中国沉积学家，教授级高级工程师，中国工程院院士。曾任中国石油化工集团董事长、党组书记。

## 生平
1961年出生于内蒙古，1984年毕业于武汉地质学院地质系，1987年获得中国地质大学硕士学位，1990年获得中国地质科学院博士学位。
2002年4月起任中国石化南方勘探开发分公司总地质师；2006年4月起任中国石化南方勘探开发分公司常务副经理（主持工作）、总地质师；2007年1月起任中国石化南方勘探开发分公司经理、党委书记；2007年3月起任中国石化勘探分公司经理、党委副书记；2007年5月起任中国石化川气东送建设工程指挥部副指挥，中国石化勘探分公司经理、党委副书记；2008年5月起任中国石化油田勘探开发事业部副主任（正职待遇）、川气东送建设工程指挥部副指挥；2010年7月起任中国石化副总地质师；2013年8月起任中国石化总地质师；2015年12月起任中国石油化工集团公司副总经理、中国石化高级副总裁。2016年2月起任中国石化董事。2018年1月，当选第十三届全国政协委员。2018年10月，任中国石油化工股份有限公司总裁，2019年4月，任中国石油化工集团有限公司董事、总经理、党组副书记。2021年，任中国石油化工集团董事长、党组书记。2025年6月27日，不再担任中国石化集团董事长、党组书记。

## 学术贡献
马永生长期从事中国海相油气地质的勘探研究，成功指导发现目前中国最大的海相气田--普光气田。

## 奖项和荣誉
2007年获得何梁何利基金2007年度“科学与技术成就奖”。
2009年当选中国工程院院士。
2017年，编号为210292的一颗小行星被命名为“马永生星”。